# Матчі збірної Косова з футболу
Список усіх матчів (як офіційних, так і неофіційних), які провела національна збірна Косова з футболу. Станом на 29 травня 2018 збірна провела 28 матчів, з них — вона перемогла у 10, 3 звела внічию і програла в 15, різниця м'ячів 37—48.

## Матчі та результати
Нижче наведено список матчів Косова з 1993 року.

### Неофіційні
| 14 лютого 1993 |

| Албанія                               | 3–1      | Косово     |
| ------------------------------------- | -------- | ---------- |
| Абазі 38' Сефері 39' (аг) Фортузі 42' | Протокол | Муніши 72' |

| Сельман Стармасі, Тирана, Албанія Глядачів: 4 000 Арбітр: Буяр Преджиа (Албанія) |

| 7 вересня 2002 |

| Косово | 0–1      | Албанія        |
| ------ | -------- | -------------- |
|        | Протокол | Абазі 45' (аг) |

| Міський стадіон Приштини, Приштина, Косово Арбітр: Бекім Пакуя (Македонія) |

| 2 листопада 2005 |

| Північний Кіпр | 1–0      | Косово |
| -------------- | -------- | ------ |
| Тарік 57'      | Протокол |        |

| Стадіон Ататюрк, Північна Нікосія, Північний Кіпр Арбітр: Мехмет Малек (Північний Кіпр) |

| 3 листопада 2005 |

| Косово                                               | 4–1      | Лапландія     |
| ---------------------------------------------------- | -------- | ------------- |
| Хасані 39' (пен.) Брандо 55' Наллбані 59' Рамуші 78' | Протокол | Йоганссен 79' |

| 20 Теммуз, Кіренія, Північний Кіпр Глядачів: 200 |

| 22 квітня 2006 |

| Косово                                                           | 7–1      | Монако       |
| ---------------------------------------------------------------- | -------- | ------------ |
| Зека 15' Емра 17', 65' Гаші 29' Кегі 75' Ллумніка 82' Ідрізі 83' | Протокол | невідомо ??' |

| Кап-д'Ай, Франція |

| 15 червня 2007 |

| Косово          | 1–0      | Саудівська Аравія |
| --------------- | -------- | ----------------- |
| Нуші 80' (пен.) | Протокол |                   |

| Анкара, Туреччина |

| 17 лютого 2010 |

| Косово              | 2–3      | Албанія                                |
| ------------------- | -------- | -------------------------------------- |
| Хасані 31' Гаші 75' | Протокол | Бічай 4' Музака 31' (пен.) Бічай 90+2' |

| Міський стадіон Приштини, Приштина, Косово Глядачів: 10 000 |

### Матчі з дозволу ФІФА
| 5 березня 2014 15:00 GMT+2 |

| Косово | 0–0      | Гаїті |
| ------ | -------- | ----- |
|        | Протокол |       |

| «Олімпійський стадіон ім. Адема Яшарі», Митровиця, Косово Глядачів: 17 000 Арбітр: Штефан Клосснер (Швейцарія) |

| 21 травня 2014 16:00 GMT |

| Косово         | 1–6      | Туреччина                                                     |
| -------------- | -------- | ------------------------------------------------------------- |
| А. Буньяку 35' | Протокол | Езек 2' Киса 34' Шахан 49' Пектемек 54', 71' Потук 86' (пен.) |

| «Олімпійський стадіон ім. Адема Яшарі», Митровиця, Косово Глядачів: 17 000 Арбітр: Бардил Пашай (Албанія) |

| 25 травня 2014 15:00 GMT |

| Косово         | 1–3      | Сенегал                 |
| -------------- | -------- | ----------------------- |
| А. Буньяку 25' | Протокол | Ньясс 41', 49' Сако 50' |

| Стад де Женев, Женева, Швейцарія Глядачів: 13 143 Арбітр: Штефан Клосснер (Швейцарія) |

| 7 вересня 2014 16:00 GMT |

| Косово                | 1–0      | Оман |
| --------------------- | -------- | ---- |
| І. Буньяку 84' (пен.) | Протокол |      |

| Міський стадіон Приштини, Приштина, Косово Глядачів: 10 700 Арбітр: Лоренц Єміні (Албанія) |

| 2 вересня 2015 |

| Косово | Скасовано | Буркіна-Фасо |
| ------ | --------- | ------------ |
|        |           |              |

| Міський стадіон Приштини, Приштина, Косово |

| 10 жовтня 2015 15:00 CEST |

| Косово          | 2–0      | Екваторіальна Гвінея |
| --------------- | -------- | -------------------- |
| Брагімі 2', 47' | Протокол |                      |

| Міський стадіон Приштини, Приштина, Косово Арбітр: Енеа Йорджи (Албанія) |

| 13 листопада 2015 14:00 UTC+1 |

| Косово                       | 2–2      | Албанія                |
| ---------------------------- | -------- | ---------------------- |
| Целіна 58' (пен.) Рашані 69' | Протокол | Манай 54' Ррахмані 73' |

| Міський стадіон Приштини, Приштина, Косово Глядачів: 38,000 (рекорд) Арбітр: Лоренц Єміні (Албанія) |

### Офіційні матчі

#### 2016
| 28 травня |

| Косово | Скасовано | ЦАР |
| ------ | --------- | --- |
|        | Протокол  |     |

|  |

| 3 червня 20:00 UTC+2 |

| Косово                      | 2 – 0    | Фарерські острови |
| --------------------------- | -------- | ----------------- |
| А. Буньяку 43' Рашані 90+4' | Протокол |                   |

| Франкфуртер Фольксбанк Штадіон, Франкфурт-на-Майні, Німеччина Глядачів: 7 000 Арбітр: Александр Буко (Бельгія) |

| 5 вересня 20:45 UTC+1 |

| Фінляндія  | 1 – 1    | Косово               |
| ---------- | -------- | -------------------- |
| Араюрі 18' | Протокол | В. Беріша 60' (пен.) |

| Верітас, Турку, Фінляндія Глядачів: 7 571 Арбітр: Іван Кружляк (Словаччина) |

| 6 жовтня 20:45 (20:45 UTC+2) |

| Косово | 0–6      | Хорватія                                                        |
| ------ | -------- | --------------------------------------------------------------- |
|        | Протокол | Манджукич 6', 24', 35' Мітрович 68' Перишич 83' Н.Калинич 90+2' |

| Лоро Борічі, Шкодер (Албанія) Глядачів: 14 612 Арбітр: Давід Фернандес Борбалан (Іспанія) |

| 9 жовтня 18:00 (19:00 UTC+3) |

| Україна                              | 3 – 0    | Косово |
| ------------------------------------ | -------- | ------ |
| Кравець 31' Ярмоленко 81' Ротань 87' | Протокол |        |

| Стадіон «Краковія» імені Юзефа Пілсудського, Краків, Польща Глядачів: 999 Арбітр: Кевін Блом (Нідерланди) |

| 12 листопада 20:45 (19:00 UTC+2) |

| Туреччина         | 2 – 0    | Косово |
| ----------------- | -------- | ------ |
| Їлмаз 51' Шен 55' | Протокол |        |

| Анталья Арена, Анталья Глядачів: 26 555 Арбітр: Тамаш Богнар (Угорщина) |

#### 2017
| 24 березня 20:45 (20:45 UTC+1) |

| Косово    | 1–2      | Ісландія                              |
| --------- | -------- | ------------------------------------- |
| Нухіу 52' | Протокол | Сігурдарсон 25' Сігурдссон 35' (пен.) |

| Лоро Борічі, Шкодер Глядачів: 6 832 Арбітр: Артур Соареш Діаш (Португалія) |

| 11 червня 20:45 (20:45 UTC+2) |

| Косово       | 1–4      | Туреччина                            |
| ------------ | -------- | ------------------------------------ |
| Ррахмані 22' | Протокол | Шен 7' Юндер 31' Їлмаз 61' Туфан 82' |

| Лоро Борічі, Шкодер Арбітр: Мирослав Зелінка (Чехія) |

| 2 вересня 20:45 (20:45 UTC+2) |

| Хорватія | 1–0      | Косово |
| -------- | -------- | ------ |
| Віда 74' | Протокол |        |

| Максимір, Загреб, Хорватія Глядачів: 6 839 Арбітр: Стефан Юганнесон (Швеція) |

| 5 вересня 20:45 (20:45 UTC+2) |

| Косово | 0–1      | Фінляндія |
| ------ | -------- | --------- |
|        | Протокол | Пуккі 83' |

| Лоро Борічі, Шкодер Глядачів: 2 446 Арбітр: Мануель Шюттенгрубер (Австрія) |

| 6 жовтня 20:45 (20:45 UTC+2) |

| Косово | 0–2      | Україна                         |
| ------ | -------- | ------------------------------- |
|        | Протокол | Пачарада 60' (аг) Ярмоленко 87' |

| Лоро Борічі, Шкодер Глядачів: 1 261 Арбітр: Крейг Поусон (Англія) |

| 9 жовтня 20:45 (20:45 UTC+2) |

| Ісландія                       | 2–0      | Косово |
| ------------------------------ | -------- | ------ |
| Сігурдссон 40' Гудмундссон 68' | Протокол |        |

| Лаугардалсволлур, Рейк'явік Глядачів: 9 775 Арбітр: Гаральд Лехнер (Австрія) |

| 13 листопада 19:30 (UTC+1) |

| Косово                                          | 4–3      | Латвія                                      |
| ----------------------------------------------- | -------- | ------------------------------------------- |
| Ррахмані 13' Мурікі 45' Рашані 86' Халімі 90+4' | Протокол | Клушкінс 11' Ікаунієкс 31' Синельниковс 59' |

| «Олімпійський стадіон ім. Адема Яшарі», Митровиця, Косово Глядачів: 5 116 Арбітр: Енеа Йорджи (Албанія) |

#### 2018
| 2 лютого 16:00 (UTC+1) |

| Азербайджан | Скасовано | Косово |
| ----------- | --------- | ------ |
|             |           |        |

| Спорткомплекс «Мардан», Аксу, Туреччина |

| 24 березня 19:10 (UTC+1) |

| Косово      | 1–0      | Мадагаскар |
| ----------- | -------- | ---------- |
| Жегрова 47' | Протокол |            |

| Муніципальний стадіон, Франконвіль, Франція Глядачів: 2 500 Арбітр: Вільям Лаві (Франція) |

| 27 березня 18:00 (UTC+1) |

| Косово                  | 2–0      | Буркіна-Фасо |
| ----------------------- | -------- | ------------ |
| Мурікі 74' Пачарада 89' | Протокол |              |

| Муніципальний стадіон, Франконвіль, Франція Глядачів: 800 Арбітр: Фаузі Беншабане Франція) |

| 29 травня 20:00 (UTC+1) |

| Косово                      | 3–0      | Албанія |
| --------------------------- | -------- | ------- |
| Зенелі 20', 51' Жегрова 67' | Протокол |         |

| Летцигрунд, Цюрих, Швейцарія Глядачів: 18,700 Арбітр: Ален Бірі (Швейцарія) |

## Усі суперники збірної Косова з футболу
Станом на 29 травня 2018 року
| Суперник             | І  | В | Н | П  | МЗ | МП | Різ | В %     |
| -------------------- | -- | - | - | -- | -- | -- | --- | ------- |
| Албанія              | 5  | 1 | 1 | 3  | 8  | 9  | −1  | 20,00   |
| Буркіна-Фасо         | 1  | 1 | 0 | 0  | 2  | 0  | +2  | 100,000 |
| Хорватія             | 2  | 0 | 0 | 2  | 0  | 7  | −7  | 00.00   |
| Екваторіальна Гвінея | 1  | 1 | 0 | 0  | 2  | 0  | +2  | 100,000 |
| Фарерські острови    | 1  | 1 | 0 | 0  | 2  | 0  | +2  | 100,000 |
| Фінляндія            | 2  | 0 | 1 | 1  | 1  | 2  | −1  | 00.00   |
| Гаїті                | 1  | 0 | 1 | 0  | 0  | 0  | +0  | 00.00   |
| Ісландія             | 2  | 0 | 0 | 2  | 1  | 4  | −3  | 00.00   |
| Латвія               | 1  | 1 | 0 | 0  | 4  | 3  | +1  | 100,000 |
| Мадагаскар           | 1  | 1 | 0 | 0  | 1  | 0  | +1  | 100,000 |
| Монако               | 1  | 1 | 0 | 0  | 7  | 1  | +6  | 100,000 |
| Північний Кіпр       | 1  | 0 | 0 | 1  | 0  | 1  | −1  | 00.00   |
| Оман                 | 1  | 1 | 0 | 0  | 1  | 0  | +1  | 100,000 |
| Лапландія            | 1  | 1 | 0 | 0  | 4  | 1  | +3  | 100,000 |
| Саудівська Аравія    | 1  | 1 | 0 | 0  | 1  | 0  | +1  | 100,000 |
| Сенегал              | 1  | 0 | 0 | 1  | 1  | 3  | −2  | 00.00   |
| Туреччина            | 3  | 0 | 0 | 3  | 2  | 12 | −10 | 00.00   |
| Україна              | 2  | 0 | 0 | 2  | 0  | 5  | −5  | 00.00   |
| Разом                | 27 | 9 | 3 | 15 | 34 | 48 | —   | 33,33   |